# Mesosemia coelestis
Mesosemia coelestis är en fjärilsart som beskrevs av Frederick DuCane Godman och Osbert Salvin 1885. Mesosemia coelestis ingår i släktet Mesosemia och familjen Riodinidae. Inga underarter finns listade i Catalogue of Life.